# Брем на Мору
Брем на Мору (фр. Brem-sur-Mer) насеље је и општина у западној Француској у региону Лоара, у департману Вандеја која припада префектури Сабл д'Олон.
По подацима из 2011. године у општини је живело 2591 становника, а густина насељености је износила 163,47 становника/km². Општина се простире на површини од 15,85 km². Налази се на средњој надморској висини од 15 метара (максималној 55 m, а минималној 0 m).

## Демографија
| 1962. | 1968. | 1975. | 1982. | 1990. | 1999. | 2011. |
| ----- | ----- | ----- | ----- | ----- | ----- | ----- |
| 986   | 1.018 | 1.161 | 1.425 | 1.709 | 2.054 | 2.591 |

График промене броја становника у току последњих година